# Manettia beyrichiana
Manettia beyrichiana är en måreväxtart som beskrevs av Karl Moritz Schumann. Manettia beyrichiana ingår i släktet Manettia och familjen måreväxter. Inga underarter finns listade i Catalogue of Life.